# دنیاگیری کووید-۱۹ در برونئی
دنیاگیری کووید-۱۹ در برونئی بخشی از دنیاگیری بیماری کروناویروس ۲۰۱۹ در جهان است. اولین مورد تأیید شده در برونئی در ۹ مارس ۲۰۲۰ در شهر توتونگ اعلام شد.